# Halové světové rekordy v atletice – ženy
GPřehled halových světových atletických rekordů žen podle disciplín.
- Revidováno 21.2.2020

| Disciplína                                 | Atlet                                                                          | Výkon      | Národnost        | Místo              | Datum          | Link IAAF |
| ------------------------------------------ | ------------------------------------------------------------------------------ | ---------- | ---------------- | ------------------ | -------------- | --------- |
| Běh na 50 metrů                            | Irina Privalovová                                                              | 5,96 s     | Rusko            | Madrid             | 9. únor 1995   | Zde       |
| Běh na 60 metrů                            | Irina Privalovová                                                              | 6,92 s     | Rusko            | Madrid             | 11. únor 1993  | Zde       |
| Běh na 60 metrů                            | Irina Privalovová                                                              | 6,92 s     | Rusko            | Madrid             | 9. únor 1995   | Zde       |
| Běh na 200 metrů                           | Merlene Otteyová                                                               | 21,87 s    | Jamajka          | Liévin             | 13. únor 1993  | Zde       |
| Běh na 400 metrů                           | Femke Bolová                                                                   | 49,26 s    | Nizozemsko       | Apeldoorn          | 19. únor 2023  | Zde       |
| Běh na 800 metrů                           | Jolanda Čeplaková                                                              | 1:55,82    | Slovinsko        | Vídeň              | 3. březen 2002 | Zde       |
| Běh na 1500 metrů                          | Gudaf Tsegayová                                                                | 3:53,09    | Etiopie          | Liévin             | 9. únor 2021   | Zde       |
| 1 míle                                     | Genzebe Dibabaová                                                              | 4:13,31    | Etiopie          | Stockholm          | 17. únor 2016  | Zde       |
| Běh na 3000 metrů                          | Genzebe Dibabaová                                                              | 8:16,60    | Etiopie          | Stockholm          | 6. únor 2014   | Zde       |
| Běh na 5000 m                              | Meseret Defarová                                                               | 14:24,37   | Etiopie          | Stockholm          | 18. únor 2009  | Zde       |
| 50 m přek.                                 | Cornelia Oschkenatová                                                          | 6,58 s     | Východní Německo | Berlín             | 20. únor 1988  | Zde       |
| 60 m přek.                                 | Devynne Charlton                                                               | 7,65 s     | Bahamy           | Glasgow            | 3. březen 2024 | Zde       |
| Skok do výšky                              | Kajsa Bergqvistová                                                             | 208 cm     | Švédsko          | Arnstadt           | 4. únor 2006   | Zde       |
| Skok o tyči                                | Jennifer Suhrová                                                               | 502 cm     | USA              | Albuquerque        | 2. březen 2013 | Zde       |
| Skok daleký                                | Heike Drechslerová                                                             | 737 cm     | Východní Německo | Vídeň              | 13. únor 1988  | Zde       |
| Trojskok                                   | Yulimar Rojasová                                                               | 15,74 m    | Venezuela        | Bělehrad           | 19. únor 2022  | Zde       |
| Vrh koulí                                  | Helena Fibingerová                                                             | 22,50 m    | Československo   | Jablonec nad Nisou | 19. únor 1977  | Zde       |
| Pětiboj                                    | Natalija Dobrynská                                                             | 5 013 bodů | Ukrajina         | Istanbul           | 9. březen 2012 | Zde       |
| Chůze na 3 km                              | Claudia Stefová                                                                | 11:40,33   | Rumunsko         | Bukurešť           | 30. leden 1999 | Zde       |
| 4 × 200 m                                  | Jekatěrina Kondraťjevová Irina Chabarovová Julija Pečonkinová Julija Guščinová | 1:32,41    | Rusko            | Glasgow            | 29. leden 2005 | Zde       |
| 4 × 400 m                                  | Julija Guščinová Olga Kotljarovová Olga Zajcevová Olesja Krasnomovecová        | 3:23,37    | Rusko            | Glasgow            | 28. leden 2006 | Zde       |
| 4 × 800 m                                  | Alexandra Bulanovová Jekatěrina Martynovová Jelena Kofanovová Anna Balakšinová | 8:06,24    | Rusko            | Moskva             | 19. únor 2011  | Zde       |
| Zdroj - Světové rekordy na World Athletics |                                                                                |            |                  |                    |                |           |